# آرني تولبوم
آرني تولبوم (20 مارس 1911 – 16 نوفمبر 1971) هو مبارز بالسيف سويدي راحل، مثّل بلاده في الألعاب الأولمبية الصيفية 1948.

## روابط خارجية
آرني تولبوم على موقع أوليمبيديا (الإنجليزية)
- آرني تولبوم على موقع اللجنة الأولمبية السويدية (السويدية)